# Ceraeochrysa elegans
Ceraeochrysa elegans is een insect uit de familie van de gaasvliegen (Chrysopidae), die tot de orde netvleugeligen (Neuroptera) behoort. 
Ceraeochrysa elegans is voor het eerst wetenschappelijk beschreven door Penny in 1998.